# Marie Hall

Maire Hall nel 1907

Marie Hall (Newcastle upon Tyne, 8 aprile 1884 – Cheltenham, 11 novembre 1956) è stata una violinista inglese.

## Biografia
Marie Pauline Hall ricevette le prime lezioni dal padre, arpista nell'orchestra della Carl Rosa Opera Company. Proseguì gli studi con Hildegarde Werner. La famiglia Hall si trasferì per alcuni anni a Guarlford, vicino a Malvern (Worcestershire). A nove anni Émile Sauret la ascoltò ma i genitori non seguirono il suo consiglio di mandarla alla Royal Academy of Music di Londra. Continuò a studiare con diversi insegnanti: il giovane Edward Elgar, August Wilhelmj, Max Mossel, e Johann Kruse alla Royal Academy of Music di Londra. Nel 1901, su consiglio di Jan Kubelík, andò a studiare con Otakar Ševčík a Praga.
Suonò per la prima volta a Praga nel novembre 1902, a Vienna nel gennaio 1903, e fece il suo debutto a Londra il 16 febbraio 1903. La Hall fu la dedicataria de The Lark Ascending  di Ralph Vaughan Williams; contribuì inoltre alla stesura della parte del violino e prese parte alla prima esecuzione.
Nel dicembre 1916, con la direzione di Elgar (e un’orchestra anonima), registrò per la prima volta (su Gramophone Company per la HMV) una versione ridotta del Concerto di Elgar.
La Hall suonò per più di 50 anni con un violino Stradivari del 1709 (appartenuto per un breve periodo a Giovanni Battista Viotti) noto col soprannome "Viotti-Marie Hall” o "Marie Hall”. Fu venduto da Sotheby’s nell’aprile 1988 a 473.000 sterline a un anonimo offerente sudamericano.
È mancata a Cheltenham l’11 novembre 1956.